# 范德波尔振荡器
范德波尔振荡器（Van der Pol oscillator）是荷兰物理学家巴尔塔萨·范·德·波尔在1927年发现的真空管放大器的极限环振荡现象。极限环振荡可以用下列非线性微分方程表示：
{\displaystyle {d^{2}x \over dt^{2}}-\alpha (1-x^{2}){dx \over dt}+x=0}
此方程称为范德波尔振荡器方程，没有解析解，但可利用龙格－库塔法求得数值解。
当α=0时，此方程变成普通的简谐振动方程
{\displaystyle {d^{2}x \over dt^{2}}+x=0}
- 简谐振动图
- 简谐振动相图

当α<0 时，就是阻尼振动，振动逐渐衰减为0
- 阻尼振动图
- 阻尼振动相图

当>0时出现自激振动
- 自激振动
- 自激振动相图